# Superfighter 2
Superfighter 2 (Originaltitel chinesisch 龍騰虎躍 / 龙腾虎跃, Pinyin Lóng Téng Hǔ Yuè, Jyutping Lung4 Tang4 Fu2 Joek6; englischer Titel The Fearless Hyena Part II) ist ein 1983 in Hongkong produzierter Action- und Martial-Arts-Film mit Jackie Chan. Er ist die Fortsetzung von Zwei Schlitzohren in der Knochenmühle.

## Handlung
Die Geschichte handelt von zwei Brüdern, Lung und Chi-Pei Chan, die dem Yin-Yang Clan angehören. Sie wollen den Tod ihres Vaters (Old Chan) rächen, der vom verfeindeten Clan Teufel des Himmels und der Erde ermordet wurde. Sie müssen erkennen, dass hinter dem Mordanschlag eigentlich General Yen aus dem ersten Teil steckt, der wiederauferstanden ist. Nach langen Kämpfen können sie ihn dann endgültig besiegen.

## Kontroverse mit Lo Wei
Den Film drehte Jackie Chan aus Gefälligkeit für Lo Wei, weil dieser ihn zur Produktionsfirma Golden Harvest hatte gehen lassen. Allerdings brach sehr bald beider Feindschaft wieder aus, woraufhin Chan nach einem Drittel der Dreharbeiten die Produktion verließ. Lo Wei ließ den Film dann teilweise mit einem Double weiterdrehen, andere Teile schnitt er aus ungenutztem Material des ersten Teils zusammen. Zudem versuchte Lo Wei, Jackie Chan zu beleidigen, indem er ihn im Soundtrack als „kleinäugigen, dicknasigen Typen mit Haaren wie ein Affe“ beschreibt. Jackie Chan versuchte, gerichtlich gegen die Veröffentlichung des Filmes vorzugehen; es kam dann zu einem Vergleich zwischen Golden Harvest und Lo Wei, bei dem dieser die Rechte an allen Jackie-Chan-Filmen behielt. Trotzdem hetzte Lo Wei in der Folge die Triaden auf Jackie Chan, dieser entkam nur durch Vermittlung seines Freundes Jimmy Wang Yu, für den er später aus Dankbarkeit u. a. Fantasy Mission Force drehte. Der Film geriet jedoch zum finanziellen Flop.